# Saint-Martin-Laguépie

Saint-Martin-Laguépie este o comună în departamentul Tarn din sudul Franței. În 2009 avea o populație de 443 de locuitori.

## Evoluția populației
| An        | 1975 | 1982 | 1990 | 1999 | 2006 | 2009 |
| --------- | ---- | ---- | ---- | ---- | ---- | ---- |
| Populație | 530  | 457  | 412  | 401  | 432  | 443  |